# 飯塚悟志
飯塚 悟志（いいづか さとし、1973年〈昭和48年〉5月27日 - ）は、日本のお笑いタレント・俳優。お笑いトリオ東京03のリーダー兼ツッコミ担当。
千葉県四街道市出身。四街道市立南小学校、四街道市立千代田中学校、千葉県立若松高等学校卒業。プロダクション人力舎所属。血液型O型。一人っ子。

## 経歴
スクールJCAに2期生として入学。東京03のメンバーの中では最も芸歴が長い。アルファルファ結成前には「黒板USA」や「マンティス」などといったコンビを組んでいたが、程なくして解散している。
1995年に豊本明長とお笑いコンビ、「アルファルファ」を結成。2003年にアルファルファに元プラスドライバーの角田晃広を加入させる形で、「東京03」を結成。
2021年にキングオブコントの審査員を務め、その年以降も審査員を務めることになる。2024年に審査員長の松本人志の芸能活動休止に伴い、審査員長に就任する。

## 人物

### 芸風
アルファルファ時代から、キレ気味口調と激しいツッコミを持ち味とする。
シンプルかつ伝わりやすいツッコミは評価が高く、ネタ作成もメインに行っている。同事務所のおぎやはぎからは「飯塚さんの脚本はすごい」と評され、俳優の堺雅人や西村雅彦からも脚本力を評価されている。
同じくおぎやはぎの矢作兼からも「お笑い愛が凄い」と評されている。矢作が実際に体験したちょっとした出来事を「コントにして欲しい」と飯塚にリクエストした所、ちゃんとクオリティの高い1本のコントに仕上げて東京03のライブで披露したというエピソードも存在する。
台本を覚えるスピードも速く、数回読んだだけで頭に入ってしまうとのこと。とあるライブにてトリで披露する予定のコントの台本が本番当日になっても間に合わず、結局本番中に台本が届いたが、それを飯塚は本番中にコントをしながら舞台袖で覚えてやり遂げたという逸話もある。
2019年12月5日に『雨上がり決死隊のトーク番組アメトーーク!』（テレビ朝日）にて、自身をフィーチャーした企画「東京03飯塚大好き芸人」が放送され、飯塚とゆかりのあるゲストが多数駆け付けトークを繰り広げた。なお、この企画に先駆けて他局・テレビ東京の番組である『ゴッドタン』の同年11月30日放送回にてスピンオフ企画「東京03角田・豊本大好き芸人」も放送されている。
繰り返し見るコンテンツはクールランニング。

### 私生活
2014年11月10日、歌手の藤田真由美と入籍したことを発表。2人の出会いのキッカケは、事務所の後輩芸人であるゆってぃからの紹介だった。
2019年12月、第1子となる女児が誕生。2023年5月23日、第2子となる女児が誕生。
タレントの車だん吉は親戚。祖母の葬儀に参列した時に初めて対面し、親戚であったこと知り驚いたという。

### 四街道市PR大使
2021年より、飯塚の出身地である千葉県四街道市のPR大使を務めており、四街道市役所の正面玄関には、飯塚の等身大パネルが飾られている。

### 共演者とのエピソード
- 俳優の利重剛と容姿が似ており、共演したドラマ『この恋あたためますか』では2人同時に「似てる!?」と言うシーンがあった[16][17]。
- 人力舎の後輩であり、当時コンビ解散を悩んでいた吉住と飲んだ際に、酒に酔った吉住が相方に対する不満を延々と話し続けたため、「じゃあもう解散しろよ！解散！」と半ギレ状態で解散を勧めた。結果として、吉住はコンビ解散の道を選ぶこととなった。この件に関しては互いに反省しており、コンビ解散という人生を左右しかねない決断を半ギレ状態でしてしまった償いとして飯塚は吉住のことを「東京03 飯塚 激推し芸人」として出演番組で紹介するようになった。ちなみに、その飲みの席には、角田晃広も同席していた[18]。
- 青春高校3年C組では中井りか（元NGT48）を始めとするレギュラー陣に「さとし」と呼び親しまれており、その中でも女性レギュラー陣から高い人気を誇っていた。また「ももクロChan〜Momoiro Clover Z Channel〜」をはじめ様々な番組やイベントで共演する機会の多いももいろクローバーZからも「さとし」と呼ばれている。
- 放送作家のオークラは自著内で飯塚に対して「多くの仲間たちの中で一番『友達』に近い感覚」であると述べている。ただし、出会った当初（アルファルファ時代）の飯塚は「人力舎内で誰よりも尖っていた」[19]らしく、初めての会話の際に「話しかけんなよ!オメーになんか興味ねぇーんだよ!」と言われた事もあったため、出会ってから暫くは「嫌いだった」とも述べている[20]。

## 主な出演
単独出演のみを記載。トリオでの出演作は東京03を参照。

### テレビ番組
現在のレギュラー番組
- 〜通しか知らない究極の一日〜熱狂!1/365日のマニアさん→熱狂マニアさん!（2021年12月11日・2022年4月21日・8月16日・10月14日 - 、TBSテレビ）- MC

過去のレギュラー番組
- ももクロChan〜Momoiro Clover Z Channel〜（2013年4月3日 - 2020年9月22日、テレビ朝日）※相方の豊本明長と角田晃広も不定期に出演している。
- 青春高校3年C組 -（2018年4月13日 - 2020年3月、テレビ東京）※金曜日担当隔週MC[21]。
- バカリヅカ（テレビ東京、2023年11月13日 - 12月18日）[22]

特番
- 漂流兄妹〜理科の知識で大脱出!?〜（2021年10月25日・2022年8月22日・8月29日・10月31日・12月26日、NHK Eテレ） - 島の守り神 役（声のみ）
- NETAMI（2021年12月11日・18日・2022年1月8日・3月20日、日本テレビ） - MC
- キングオブコント（2021年~、TBS） - 審査員
- 今年最後に…アナタに逢えた!（2021年12月30日、テレビ東京）
  - 日村・小杉・飯塚のようこそ!再会の夜に。（2022年8月6日、テレビ東京） - 上記第二弾
- 風桶アカデミー（2022年3月11日、テレビ朝日） - MC
- 100人の被験者たち（2022年3月31日、TBS） - MC

その他の出演番組
- タモリ倶楽部（テレビ朝日、不定期出演）
- 日立 世界・ふしぎ発見! （TBS、不定期出演）
- 笑神様は突然に…（日本テレビ、不定期出演）※レギュラー放送終了後も特番に出演
- イワクラと吉住の番組（2022年4月27日・5月6日、テレビ朝日）※ゲスト出演

### テレビドラマ
- ボクの妻と結婚してください。 第6話（2015年6月14日、NHK BSプレミアム） - 営業部社員 役
- SICKS〜みんながみんな、何かの病気〜 第7話（2015年11月20日、テレビ東京） - 高校教師 役
- コウノドリ 第10話（2015年12月18日、TBS）
- 今からあなたを脅迫します 第6話・第7話（2017年11月26日、12月3日、日本テレビ） - 蔵井武志 役
- この恋あたためますか（2020年10月20日 - 12月22日、TBS） - 上杉和也 役[23]
- この初恋はフィクションです（2021年10月11日 - 12月16日、TBS） - 長谷部秀一 役[24]
- 妻、小学生になる。（2022年1月21日 - 3月25日、TBSテレビ） - 警官・中村 役[25]
- 孤独のグルメ Season10 第7話（2022年11月19日、テレビ東京） - 石井隆史 役
- 高速を降りたら（2024年3月19日、NHK総合・NHK BSプレミアム4K） - 主演・オギノ 役[26]
- スロウトレイン（2024年1月2日、TBS）[27]

### 舞台
- ボクの妻と結婚してください。（2013年2月27日 - 3月2日、天王洲銀河劇場） - 業田プロデューサー、レストラン店長、寿司屋の大将、ウェイター〈四役〉[28]

### 映画
- ゴッドタン キス我慢選手権 THE MOVIE2 サイキック・ラブ（2014年10月17日） - 老衰アンデッド 役
- アニバーサリー（2016年10月22日） - 「ハッピーバースデー」スーパーの店長 役[29]

### ラジオ
- 赤江珠緒 たまむすび（TBSラジオ）
  - 2019年5月9日 - ゲストパートナー
  - 2019年8月14日 - 水曜パートナー・博多大吉不在時の代役
- 佐久間宣行の東京ドリームエンターテインメント（2020年2月19日、ニッポン放送） - ゲスト
- こねくと（2023年4月5日 - 、TBSラジオ） - 水曜パートナー

### CM
- 住友生命「本屋で1UP」（2017年）
- 大塚製薬「カロリーメイト」（2020年 - ）[30]
- キリンビール「麒麟 発酵レモンサワー」（2021年）[31]
- 三井住友カード
  - 「stera terminal（ステラ）」『その時の気持ち』店長編（2021年）
  - 「家族ポイント」『家族ポイント はじまる』編、『家族ポイント だって家族だから』編（2022年1月1日 - ）[32]

### ライブ出演
- ももクロの子供祭り2012〜良い子のみんな集まれーっ!〜（2012年5月5日、埼玉県戸田市文化会館）
- ももクロの子供祭り2013〜守れ!みんなの東武動物公園_戦え!ももいろアニマルZ!〜（2013年5月5日、東武動物公園）
- ももいろクリスマス2014さいたまスーパーアリーナ大会〜Shining Snow Story〜（2014年12月25日、さいたまスーパーアリーナ）
- ふじいとヨメの七日間戦争　俺のザ・ベストテン（2015年1月11日、日本青年館）

### ネット配信
- The Fake Show（2018年12月12日 - 、YouTubePremium）
- TOKYO COIN LAUNDRY（2019年1月11日 - 、GYAO!）